# 白鳥の騎士
白鳥の騎士（はくちょうのきし）は、北村寿夫原作の新諸国物語の1作として書かれた冒険活劇である。1952年にNHKでラジオドラマ化され、以降映画化、テレビドラマ化もされた。

## ストーリー
室町時代、蝦夷の宝を狙う幕府の重臣・赤松黒主（あかまつくろぬし）は、丹後の雄麿（たんごのおすまろ）に盗賊の濡れ衣を着せて、蝦夷に追放する。宝を手に入れた後、幕府を乗っ取ろうとする赤松の野望を知った雄麿は、蝦夷の平和とアイヌの人々を守るため白鳥の騎士となる。

## ラジオドラマ『新諸国物語 白鳥の騎士』
- 放送局：NHKラジオ放送
- 放送期間：1952年1月 - 12月

## 映画『白鳥の騎士』
1953年7月1日に公開された（新東宝映画）。
スタッフ
- 監督：組田彰造
- 脚色：井出雅人

キャスト
- 丹波ノ雄麿：三原純
- 橘ノ夕霧丸：大友柳太朗
- 巨勢ノ秋津：小笠原弘
- 関白藤原公：広瀬恒美
- 軽部ノ黒主：阿部九洲男
- 軽部ノ広足：戸上城太郎
- 新見ノ赤石：海江田譲二
- 慌彦：大泉滉
- 小虫：南條龍一
- 羅生丸：田崎潤
- 小鷹：高橋政雄
- 思荷：瀬川路三郎
- オイナ：金澤ヨシヒロ
- 珠路：利根はる恵
- 雪姫：南寿美子
- 白妙：芦圭子
- 髪麿：鳥羽陽之助
- 魚直：堀正夫
- 大和ノ宗彦：山室耕

## テレビドラマ『白鳥の騎士』
- 放映：NET
- 放送期間：1962年7月5日 - 1962年9月27日 木曜 18:15 - 18:45 → 1962年10月3日 - 1963年3月27日 水曜 18:15 - 18:45（全39話）
- 第1話のオープニング映像はDVD化されているものの、全39話本編のDVD・ブルーレイは未発売。
- 東映チャンネルなどでもこれまでに第1話の放映もされていないため、主題歌入りのオープニング映像以外のフィルム現存は不明である。

スタッフ ※ 第1話
- 企画：片岡政義
- 脚本：江原比佐夫、真弓典正
- 音楽：只野通泰
- 撮影：中町武
- 照明：吉岡伝吉
- 録音：森武憲
- 美術：有隅徳重
- 編集：成島一城
- 助監督：吉川一義
- 衣裳：渡辺つね子
- 技髪：佐藤加代子
- 結髪：山田キヨエ
- 記録：武市能子
- 装置：横山英七
- 装飾：山本康郎
- 効果：阿部作二
- 殺陣：清見淳
- 進行：村口忠
- 監督：仲木睦

主題歌
「白鳥の騎士」
- 作詞：水木かおる
- 作曲：小池青磁、江口夜詩
- 歌：高城丈二
- 発売：ポリドールレコード

副主題歌
「雪姫のうた」
- 作詞：水木かおる
- 作編曲：江口夜詩
- 歌：司富子
- 発売：ポリドールレコード

キャスト
- 丹後の雄麿：沢村精四郎
- 雪姫：関みどり
- 足利義教：岩城力也
- 赤松黒主：鈴木志郎
- 赤松広足：武田竜三
- 羅生丸：早木史郎
- 鬼童丸：河井一馬
- タマジ：赤尾静子
- オズカ：葉山純士郎
- 虫丸：志摩栄

| NET系 木曜 18:15 - 18:45枠 | NET系 木曜 18:15 - 18:45枠 | NET系 木曜 18:15 - 18:45枠 |
| 前番組                     | 番組名                     | 次番組                     |
| -------------------------- | -------------------------- | -------------------------- |
| サーカスボーイ             | 白鳥の騎士                 | トリオで行こう             |